# Karl Rouillier
Karl Franzowitsch Rouillier (russisch Карл Францович Рулье, auch Karl Frantsovich Rule; * 20. April 1814 in Nischni Nowgorod; † 21. April 1858 in Moskau) war ein russischer Geologe, Zoologe und Paläontologe.

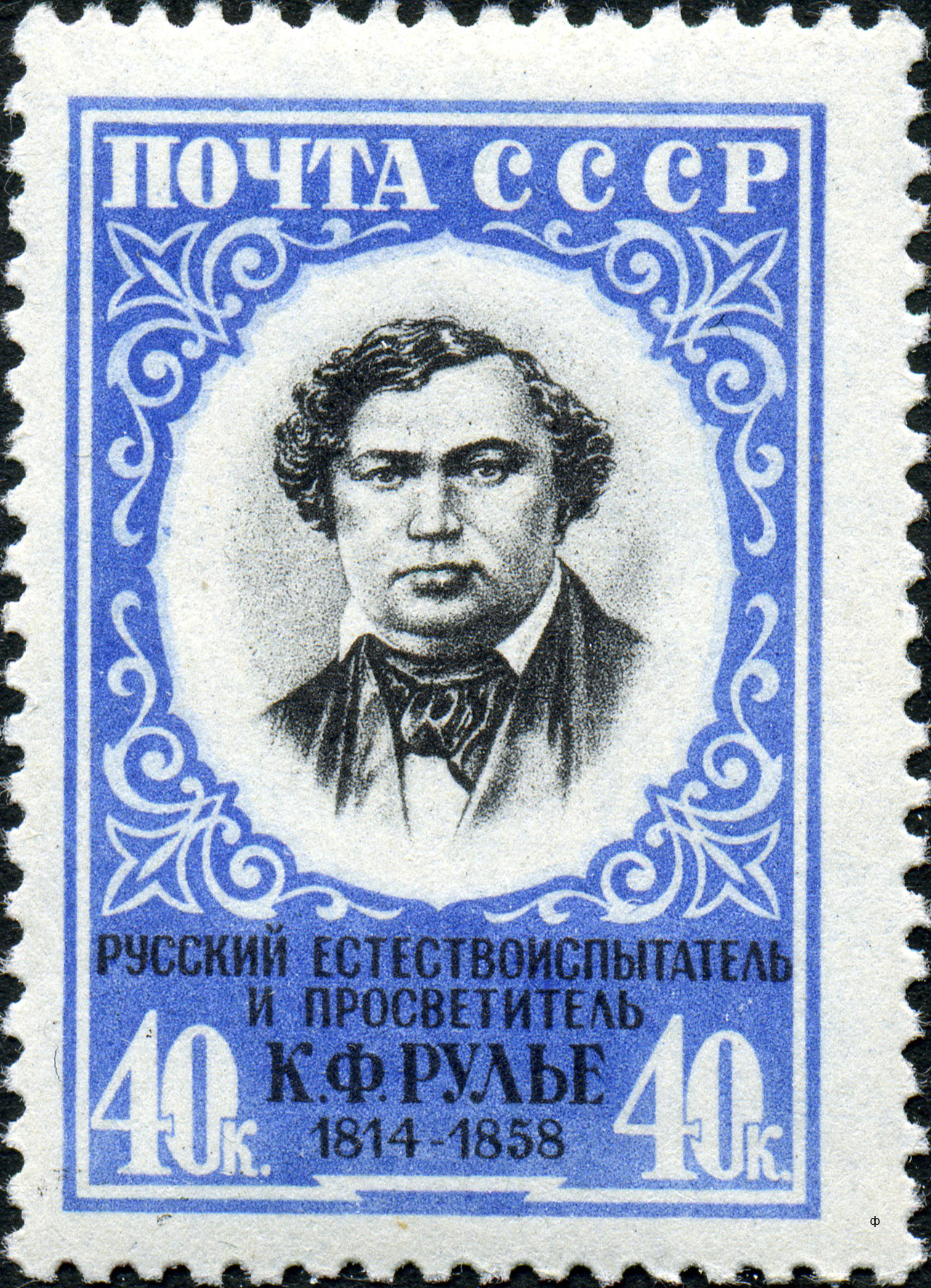
Karl Rouillier auf einer sowjetischen Briefmarke

## Leben
Rouillier war der Sohn eines Franzosen, der sich in Russland als Schuster niedergelassen hatte. 1829 bis 1833 studierte er an der Moskauer Akademie für Medizin und Chirurgie und war dann bis 1840 Militärarzt. Danach war er Professor für Zoologie an der Lomonossow-Universität und 1840 bis 1851 Sekretär der Moskauer Gesellschaft der Naturwissenschafter.
Seine Studien in den 1840er Jahren betrafen die Ablagerungen des Jura, Karbon und Quartär im Moskauer Becken und dessen Stratigraphie. Dabei erkannte er die Existenz von zwei getrennten Faunengemeinschaften im oberen Jura in der Umgebung Moskaus. Er befürwortete früh (1841) graduelle langsame Änderungen von Lebewesen, wie sie sich im Fossilbestand widerspiegeln. Als Zoologe war er durch Jean-Baptiste Lamarck und Étienne Geoffroy Saint-Hilaire beeinflusst. Er wich aber in wichtigen Punkten von Lamarcks Lehre ab, zum Beispiel postulierte er im Gegensatz zu Lamarck das Aussterben von Arten und er lehnte auch einen den Organismen innewohnenden Vervollkommnungstrieb ab. In seinen Schriften betonte den Konkurrenzkampf zwischen Arten, ohne jedoch zum Konzept natürlicher Auslese von Charles Darwin zu gelangen.
Als Zoologe befasste er sich mit Vogelzug und Fischwanderungen, Änderungen des Phänotyps bei der Domestizierung und Natur und Ursprung von Instinkten.
Während seiner ganzen Karriere war er Behinderungen und Arbeits-Erschwernissen durch staatliche Stellen ausgesetzt. Er starb mit 44 Jahren an einer Gehirnblutung.

## Schriften
- Ausgewählte biologische Schriften von Rouillier wurden 1954 in Moskau von S. R. Mikulinsky und L. S. Davitashvili herausgegeben
- Über die Fauna des Moskauer Gouvernements und ihre Veränderungen in den einzelnen Epochen der Erdbildung. In: Archiv für wissenschaftliche Kunde von Russland. 5, 1847, S. 443–482.
- mit A. Vosinsky Etudes progressives sur la paléontologie des environs de Moscou. In: Bulletin de la Société impériale de naturalistes de Moscou. 20, 1847, S. 371–447.
- mit A. Vosinsky Etudes progressives sur la geologie de Moscou. In: Bulletin de la Société impériale de naturalistes de Moscou. 21, 1848, 263–268 und 22, 1849, S. 3–17, 337–399.
- Explication de la coupe geologique des environs de Moscou. In: Terrain jurassique de Moscou. 1844, (archive.org).